# Tentamun (XVIII dinastía)
| U33 | n · t | i | mn · n | B1 |

| U33 | n · t | i | mn · n | B1 |

Tentamun fue una princesa del Antiguo Egipto que perteneció a la Decimoctava Dinastía durante el Imperio Nuevo. Era hija de Tutmosis IV.
Tentamun murió el mismo año que su padre. Fue enterrada en el Valle de los Reyes en la tumba KV43 junto con su padre y un hermano llamado Amenemhat. Un fragmento de un vaso canope de Tentamun fue encontrado en la tumba. El fragmento se encuentra en el Museo Egipcio de El Cairo.